# Hack Péter
Hack Péter (Budapest, 1959. augusztus 15. –) magyar jogtudós, egyetemi tanár, politikus. Kutatási területe a rendőrség, valamint az igazságszolgáltatás működése és szervezete, az emberi jogok érvényesülése a büntetőeljárásban, a korrupció elleni fellépés jogi eszközei és az átmenet igazságszolgáltatásának joga. 1990 és 2002 között országgyűlési képviselő.

## Tanulmányai
1977-ben érettségizett az ELTE Apáczai Csere János Gyakorlógimnáziumban, majd előfelvételisként Kalocsán töltötte le egyéves sorkatonai szolgálatát. Az Eötvös Loránd Tudományegyetem Állam- és Jogtudományi Karán 1978-ban kezdte tanulmányait, ahol 1983-ban szerzett jogi doktorátust.

## Jogászi pályafutása
1983 és 1984 között az ELTE Jogtudományi Kar büntetőeljárás-jogi tanszékén tudományos ügyintéző, majd 1987-ig tudományos ösztöndíjas volt. 1987-től 1989-ig tudományos munkatárs volt, majd utána egyetemi adjunktussá nevezték ki, 2012 óta az ELTE ÁJK Büntető Eljárásjogi és Büntetés-végrehajtási Jogi Tanszéken egyetemi docens, 2014 óta tanszékvezető. 2018-ban egyetemi tanári kinevezést kap.
Kutatási területe a rendőrség, valamint az igazságszolgáltatás működése és szervezete, az emberi jogok érvényesülése a büntetőeljárásban, a korrupció elleni fellépés jogi eszközei és az átmenet igazságszolgáltatásának joga. 2008-ban szerezte meg PhD-fokozatát „A büntető igazságszolgáltatás szervezete. Függetlenség, számonkérhetőség és a büntetőeljárás rendje” című értekezésével. 2011-ben habilitált.
1997-2018 között oktat a Bibó István Szakkollégium kurzusain, 2009-től a Büntetőjogi Műhely vezetője. 2012 óta a Mathias Corvinus Collegium tanára. 2007–2008 között a kormány által létrehozott Antikorrupciós Koordinációs Testület tagja. 2008–2011 között az Országos Igazságszolgáltatási Tanács Oktatási Tudományos Tanácsának tagja.
2010 óta tagja a Magyar Kriminológiai Társaság Igazgató Tanácsának, és tagja a Magyar Büntetőjogászok Társaságának. 2014 óta tagja az MTA IX. osztály Állam- és Jogtudományi Bizottságának. 2011 óta a The International Journal for Court Administration Editorial Advisory Board tagja. 2013 óta a European Society of Criminology tagja, 2012–2020 között témavezető a Doctorate on Cultural and Global Criminology – ERASMUS-Mundus doktori programban.
Több mint száz büntetőeljárás-jogi tanulmány, jegyzet és tankönyv szerzője, társszerzője.
2012-ben a Bibó István Szakkollégium Harkály-díj Közösségi fokozata kitüntetésben részesítette a kollégium közössége, 2015-ben pedig a Magyar Kriminológiai Társaság Vámbéri Rusztem díj I. fokozata kitüntetésben részesül. 2015-ben az ELTE Állam- és Jogtudományi Kar hallgatói az Év Kiváló Oktatójának választják. 2016-ban az ELTE Rektori Kiválósági Különdíjában részesül. 2023-ban az ELTE Szenátusától megkapja a Pro Universitate emlékérem arany fokozatát. Ugyanebben az évben az Országos Tudományos Diákköri Tanács Mestertanár Aranyéremmel tünteti ki.

## Közéleti pályafutása
1988-ban alapítója volt a Szabad Kezdeményezések Hálózatának, amelyből később kialakult a Szabad Demokraták Szövetsége. 1988 és 1989 között a Fidesz tagja is volt; a két pártban fennálló kettős tagsági tilalom miatt lépett ki a fiatal demokratáktól.
Az SZDSZ alapításakor az országos tanács tagjává választották. 1992-ben rövid ideig annak elnökségi tagja és 1990 és 1991 között a párt ügyvivője volt. Ebbe a pozícióba 1992-ben újraválasztották, amit 2001-ig folyamatosan viselt. Emellett 1991-től 1994-ig a Liberális Konzervatív Unió szóvivője volt.
Az 1990-es országgyűlési választáson pártja budapesti területi listájáról szerzett mandátumot. Az alkotmányügyi, törvény-előkészítő és igazságügyi bizottság titkára, majd 1992 és 1994 között alelnöke volt. Az 1994-es és az 1998-as országgyűlési választáson újra a budapesti területi listáról szerzett mandátumot, az 1994–1998-as ciklus alatt az alkotmány- és igazságügyi bizottság elnökeként tevékenykedett. A 2002-es országgyűlési választáson nem indult.
1990 és 1994 között az SZDSZ-frakció helyettes vezetője, annak általános és igazságügyi szóvivője volt, majd 1994 és 1999 között frakcióvezető-helyettes, valamint 1998 és 2002 között a jogi és közbiztonsági kabinet vezetőjeként tevékenykedett. 2002-ben lépett ki az SZDSZ-ből. Kilépését azzal indokolta, hogy egy hosszú folyamat eredménye, mert egyre kevésbé értett egyet volt pártja politikájával.
A Magyar Helsinki Bizottság alapítója, tagja volt 2007-ig. Részt vett a Transparency International korrupcióellenes nemzetközi szervezet megalapításában 1993-ban Berlinben; 2007 óta a Transparency International Magyarország tanácsadó testületének tagja. Politikai pályafutásán túl publicisztikai tevékenységbe is kezdett, 1999-ben a Hetek, 2000-ben pedig az Új Exodus c. lapok szerkesztőbizottságának tagja is lett.
1987 óta tagja a Hit Gyülekezetének, 1989 óta diakónus. 2004 óta lelkész. 2004 és 2016 között a gyülekezet dunaújvárosi, 2016 óta pedig a pécsi közösségének vezetője. 1992 óta tanít a Szent Pál Akadémia Teológiai Tanszékén. 2019 óta egyetemi tanár. 2008 óta a Szent Pál Akadémia szenátusának tagja.

## Családja
Édesapja Hack Frigyes PhD matematika–fizika szakos tanár, 1965 és 1974 között fia gimnáziumában vezetőtanár. Nős, felesége főiskolai tanár; két lánygyermekük született. Ikertestvére, Róbert fényképész, osztályvezető a Magyar Építészeti Múzeum Műemlékvédelmi Dokumentációs Központ Digitális Dokumentációs Osztályán.

## Írásai
- Jogállamtalanítás (2013)
- Csapataink harcban állnak (2013)

## Videófelvételek
- Beszélgetés dr. Hack Péterrel. Cs. Szabó Béla szerkesztő-riporter és Neszveda Péter Kristály Média és Film – Youtube.com, Közzététel: 2023. június 21.

- Fekete Rita. Hit Rádió. A NER-től Magyar Péterig: Senki sem érdekelt az átlátható pénzügyekben? - Keresztkérdés – Youtube.com, Közzététel: 2024. április 30.

- Fekete Rita. Hit Rádió. Mi a jelentősége Magyar Péter új pártjának? - Hack Péter – Youtube.com, Közzététel: 2024. március 7.

- Fekete Rita. Hit Rádió. NatCon-botrány: Normává válik a véleményszabadság korlátozása? - Hack Péter – Youtube.com, Közzététel: 2024. április 17.